# Свети Сава (Претор)
„Свети Сава“ (на македонска литературна норма: „Свети Сава“) е средновековна църква в Преспа, част от Преспанско-Пелагонийската епархия на Македонската православна църква – Охридска архиепископия. Известна е сред местното население като Калугери. Издигната е в XIV век на брега на Преспанското езеро между селата Претор и Курбиново и е метох на Сливнишкия манастир. Църквата е изградена на основите на по-стара църква, посветена на Свети Никола. В нея се е намирала известната икона на Свети Йоан Кръстител, пазена днес в Ресен. Към началото на XXI век църквата е в много лошо състояние. Според местното население църквата е по-стара от Сливнишкия манастир и е основана от самия Сава Сръбски. В библиотеката се е пазел Поменик на Слепченския манастир.